# Lustro (singel Gosi Andrzejewicz)
Lustro – singel Gosi Andrzejewicz z 2007 roku.

## Informacje ogólne
Piosenka została wydana jako drugi singel Gosi z albumu Lustro. Powstała również włoskojęzyczna wersja utworu, zatytułowana „Lo specchio dei ricordi”, która pojawiła się na płycie Lustro jako bonus.
Teledysk do piosenki został nakręcony w kinie na początku marca, a jego premiera odbyła się 15 marca 2007.

## Pozycje na listach
| Lista                       | Pozycja |
| --------------------------- | ------- |
| Codzienna Lista Przebojów   | 1       |
| POPLista                    | 11      |
| Szczecińska Lista Przebojów | 37      |